# Alexandru Pantea
Alexandru Pantea (Bucarest, 11 de septiembre de 2003) es un futbolista rumano que juega en la demarcación de defensa para el FCSB de la Liga I.

## Selección nacional
Tras jugar en las categorías inferiores de la selección, finalmente hizo su debut con la selección de fútbol de Rumania el 20 de noviembre de 2022 en un encuentro amistoso contra Moldavia que finalizó con un resultado de 0-5 a favor del combinado rumano tras los goles de Olimpiu Moruțan, Denis Drăguș, Alexandru Cicâldău, Daniel Paraschiv y Adrián Rus.

## Clubes
| Club                     | País    | Año       | Partidos | Goles |
| ------------------------ | ------- | --------- | -------- | ----- |
| FCSB                     | Rumania | 2020-2021 | 11       | 0     |
| FC Hermannstadt (cedido) | Rumania | 2021-2022 | 30       | 0     |
| FCSB                     | Rumania | 2022-     | 58       | 0     |

## Palmarés

### Títulos nacionales
| Título          | Club | País    | Año  |
| --------------- | ---- | ------- | ---- |
| Copa de Rumania | FCSB | Rumania | 2020 |
| Liga I          | FCSB | Rumania | 2024 |
| Liga I          | FCSB | Rumania | 2025 |